# María Olimpia de Obaldía
María Olimpia Miranda de Obaldía (Dolega, Provincia de Chiriquí, 9 de septiembre de 1891 - Panamá, 14 de abril de 1985), fue una poetisa panameña, conocida como «la alondra chiricana».

## Biografía
Desde muy niña demostró su inclinación poética:  los primeros versos suyos que se conservan fueron escritos a los veinte años, con motivo de la Navidad.
Hizo sus primeros estudios en Dolega y terminó la escuela primaria en la Ciudad de David, la cual es la cabecera de Chiriquí. Luego se trasladó a la ciudad de Panamá para ingresar en la Escuela Normal de Institutoras en donde recibió el diploma de Maestra de Enseñanza Primaria en 1913. Ejerció el magisterio hasta enero de 1918 cuando contrajo matrimonio con José de Obaldía Jované, con quien tuvo siete hijos.
Publicó su primer libro, Orquídeas, en 1926. En noviembre de 1929, por iniciativa del Instituto Nacional de Panamá y de su Rector de entonces, doctor José De Obaldia, se le tributó un apoteósico homenaje nacional que culminó con su coronación con laureles de oro en un acto solemne celebrado en el Teatro Nacional de Panamá, y en el cual recibió el título de María Olimpia de Panamá.
Fue miembro de número de la Academia Panameña de la Lengua desde 1951 hasta su fallecimiento.
María Olimpia de Obaldía manifestó en muchas ocasiones que sus poesías son puras manifestaciones de su espíritu, expresadas con toda naturalidad y sin ceñirse a ninguna escuela. En una charla que dio en el Instituto Justo Arosemena en 1960 señaló: «La mejor biografía de un poeta son sus propios versos; en ellos el alma se retrata nítidamente, porque en cada uno queda impreso el sentimiento que animó su concepción». Asimismo, después de comentar su poema Ñatore May a través del cual plasma el sufrimiento de la mujer Ngöbe, dijo: «No seré yo crítica de mi propia obra, pero sí quiero decirles que estos versos expresan fielmente mi sentir de mujer cristiana y mi solidaridad con los humildes, con los más desamparados de la vida. Yo considero que la mujer guaimí, por india y por mujer, es el ser más digno de compasión en el istmo de Panamá. Por ella y para ella estará siempre mi palabra a flor de labio, como una oración».
Los temas básicos de las poesías de María Olimpia se relacionan con el hogar y con la naturaleza.  Algunos de sus poemas figuran en antologías de la poesía latinoamericana; algunas de sus poesías han sido traducidas a diversos idiomas, muchas han sido publicadas repetidamente en diarios y revistas de toda América Latina.
Recibió, además de las medallas que por suscripción popular le fueron otorgadas en su apoteosis de 1929, la condecoración de la Fundación Internacional Eloy Alfaro; la Medalla del Club de Leones de Panamá como «poetisa de la maternidad»; las medallas conmemorativas de los Congresos de Academias de la Lengua celebrado en México (1951) y Colombia (1969); la Medalla al Mérito del Partido Liberal Nacional de Panamá; la condecoración de la n Vasco Núñez de Balboa, en grado de Comendador, de la República de Panamá, con ocasión de la publicación, por parte del Club Kiwanis, con la colaboración del Instituto Nacional de Cultura, de su Obra Poética completa. En 1983 recibió la condecoración de la Orden Belisario Porras, en grado de Gran Oficial, y la Augusta Cruz Insigne Pro Ecclesia et Pontifice otorgada por el papa Juan Pablo II. En 1975, la Asociación de Estudiantes de la Universidad Católica Santa María La Antigua le otorgó el galardón Rana de Oro.
Falleció en la Ciudad de Panamá el 14 de abril de 1985.

## Obras
- Orquídeas (1926)
- Breviario Lírico (1929)
- Parnaso Infantil (1948)
- Visiones Eternas (1961)
- Obra Completa (1976)